# Крупнов, Василий Ананьевич
Василий Ананьевич Крупнов (3 августа 1927 — 26 января 2024) — советский и российский учёный, основатель и руководитель саратовской научной школы генетики и селекции яровой пшеницы, доктор биологических наук, профессор, заслуженный деятель науки Российской Федерации (1997).

## Биография
Родился 3 августа 1927 года в селе Большая Таволожка Пугачёвского уезда Саратовской губернии (сейчас — Пугачёвский район).
В 1945 году окончил Пугачёвский сельскохозяйственный техникум, работал участковым агрономом МТС. Затем учился в Саратовском сельскохозяйственном институте (1947—1952) и его аспирантуре при кафедре растениеводства. В 1955 году защитил кандидатскую диссертацию на тему «Некоторые вопросы агротехники озимой пшеницы в Заволжье».
В 1955—1960 годах — преподаватель, доцент кафедры сельского хозяйства Саратовской высшей партийной школы.
С 1960 года работал в Научно-исследовательском институте Юго-Востока: заместитель директора по науке, с 1964 года — старший научный сотрудник, с 1965 года руководитель группы гибридизации пшеницы.
В 1972 году защитил докторскую диссертацию:
- Генная и цитоплазматическая мужская стерильность растений: диссертация… доктора биологических наук : 03.00.00. — Саратов, 1972. — 346 с. : ил.

Переработав диссертацию, в следующем году опубликовал в издательстве «Колос» монографию с тем же названием.
В 1973 году возглавил только что созданную в НИИ Юго-Востока лабораторию генетики и цитологии. Совместно с учениками создал 8 новых сортов яровой мягкой пшеницы (в том числе Л 503, Л 505, Самсар, Добрыня, Белянка), районированных в областях и республиках Нижне-Волжского, Средне-Волжского, Уральского и Центрально-черноземного регионов. Разработал технологию, позволявшую сократить сроки создания сорта до 4 лет. Руководил лабораторией до 1997 года, затем — главный научный сотрудник там же.
С января 1983 года по совместительству профессор кафедры биотехнологии, селекции и генетики Саратовского СХИ (Саратовского государственного аграрного университета имени Н. И. Вавилова).
Основатель и руководитель саратовской научной школы генетики и селекции яровой пшеницы. Подготовил 34 кандидата наук, из которых 6 стали докторами наук.
Заслуженный деятель науки РФ (15 августа 1997). Награждён орденом Почёта (4 июля 2003), орденом Дружбы (31 октября 2009), медалью «Ветеран труда» (1985), бронзовой медалью ВДНХ (1964).

## Сочинения
- Генная и цитоплазматическая мужская стерильность растений [Текст] / В. А. Крупнов, канд. с.-х. наук. — Москва : Колос, 1973. — 279 с. : ил.; 21 см.
- Пшеница и пыльная головня = Wheat and loose smut / А. Е. Дружин, В. А. Крупнов. — Саратов : Саратовский ун-т, 2008 (Саратов : Тип. изд-ва Сарат. ун-та). — 160, [1] с. : ил., табл.; 21 см; ISBN 978-5-292-03837-5
- Методические указания по использованию метода ОСП (одно семя с растения на потомство) в селекции самоопыляющихся культур / Совет по науч.-метод. руководству селекцентрами при Президиуме ВАСХНИЛ, НИИ сел. хоз-ва Юго-Востока; [Подгот. В. А. Крупновым и др.]. — Москва : ВАСХНИЛ, 1983. — 36 с. : ил.; 20 см.

Скончался 26 января 2024 года на 97-м году жизни.